# Przełom Hornadu

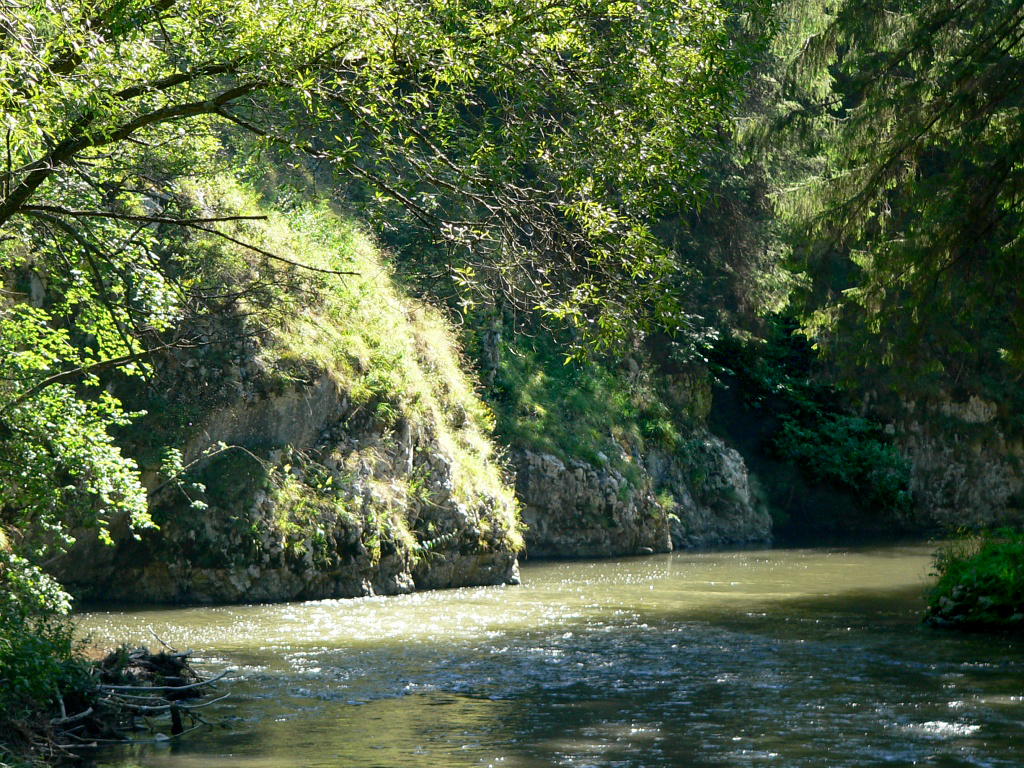
Przełom Hornadu

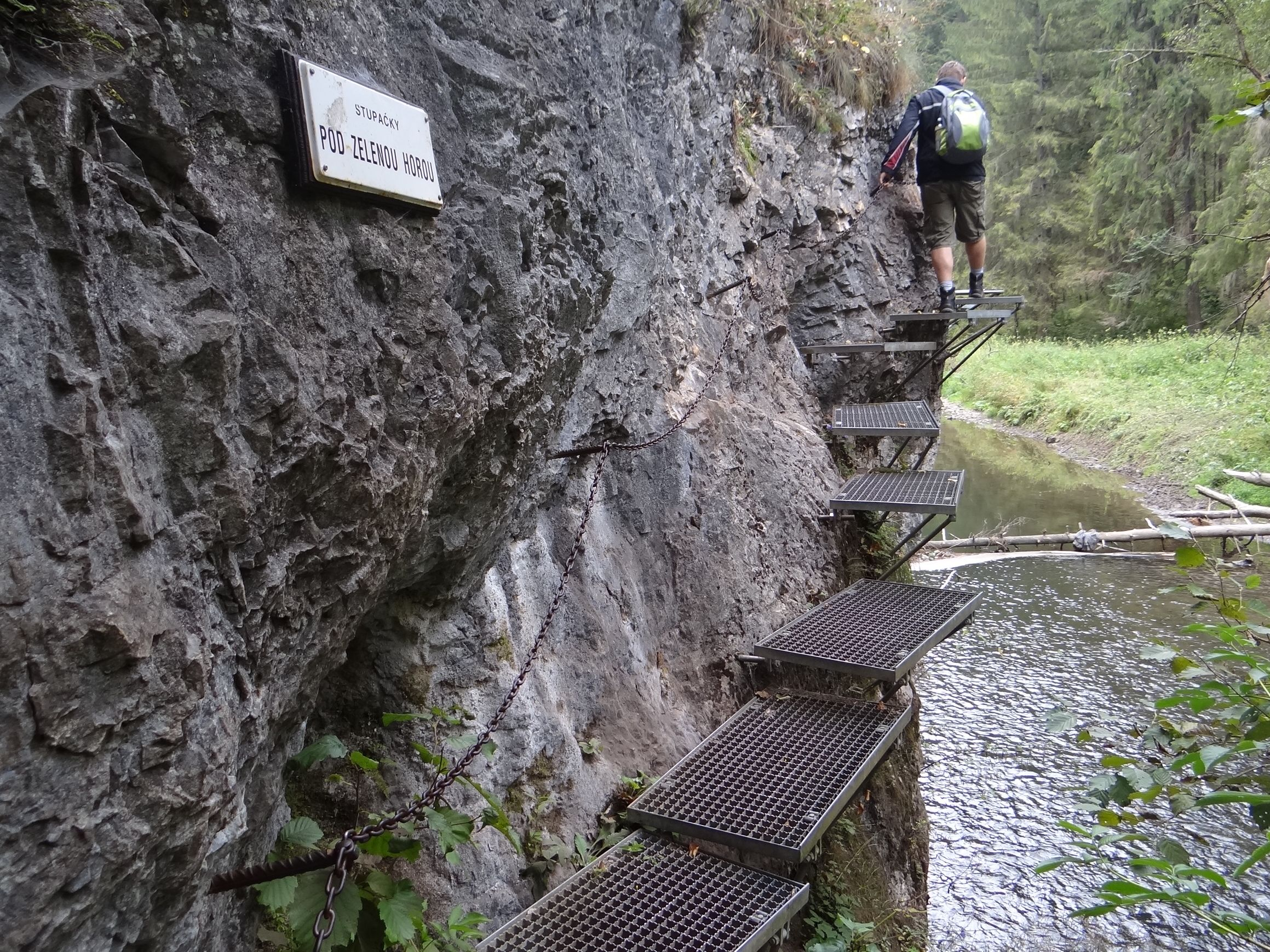
Przejście po metalowych póleczkach

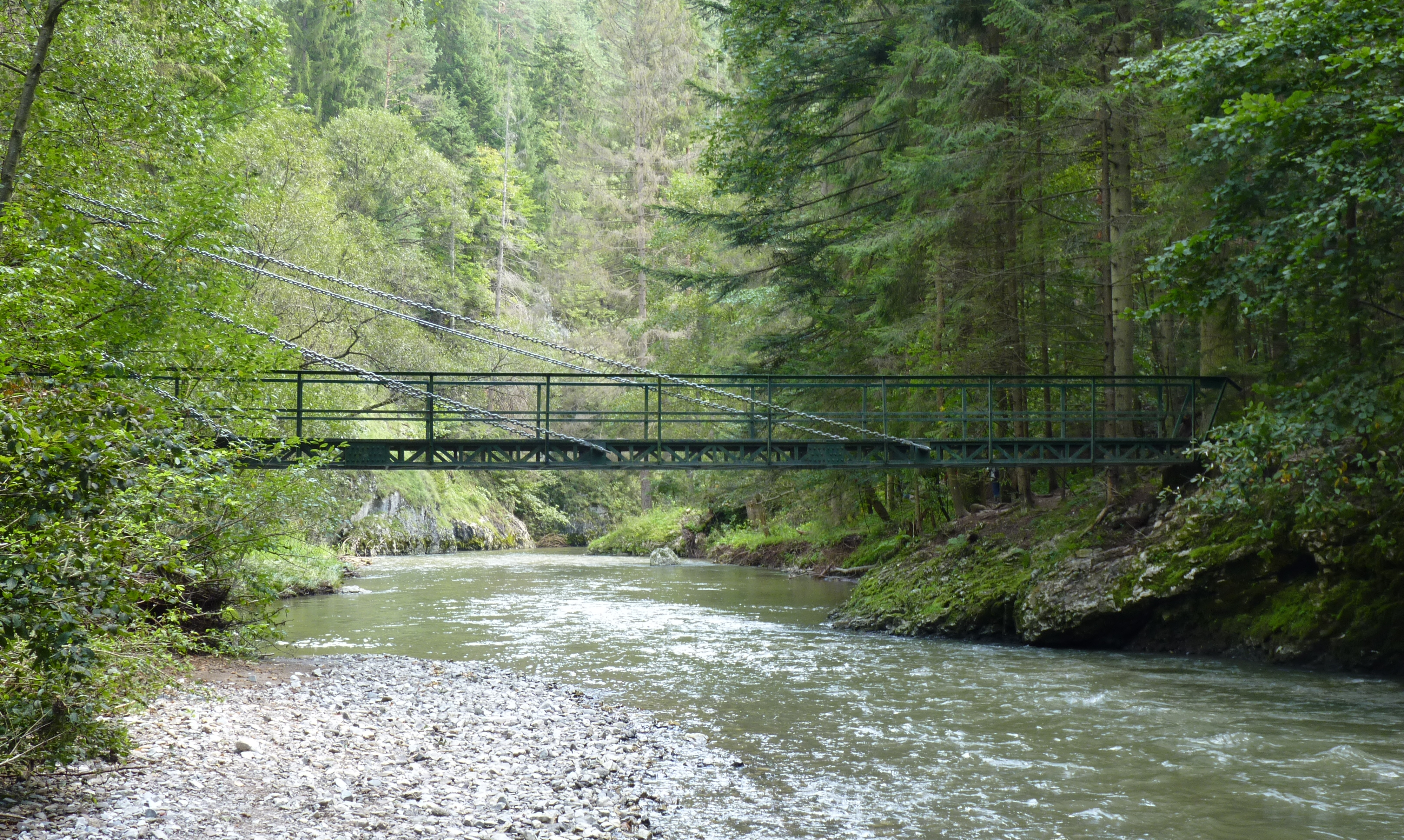
Jedna z kilku kładek nad Hornadem

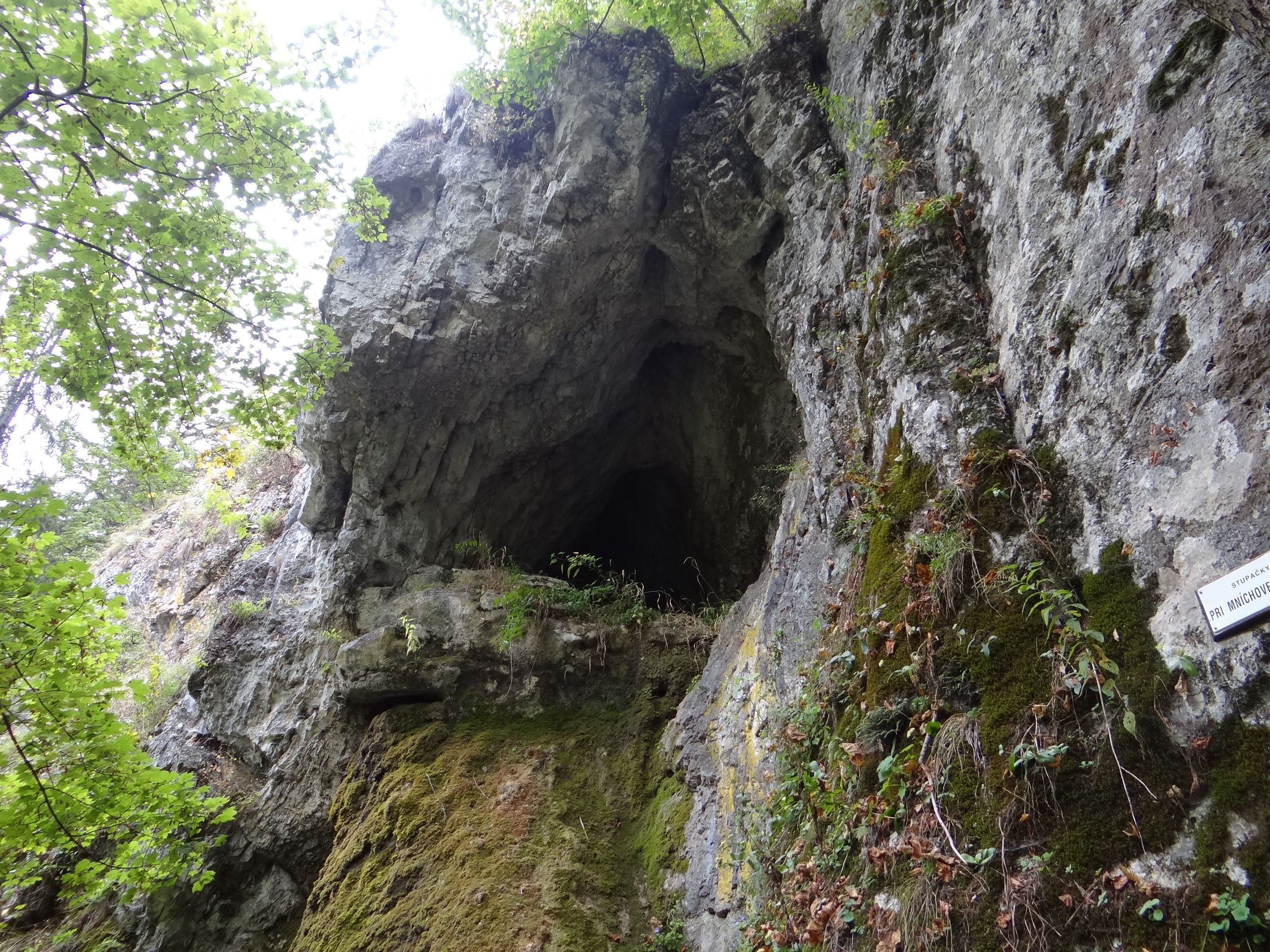
Mníchova diera

Przełom Hornadu – przełomowy odcinek doliny rzeki Hornad w północnej części Słowackiego Raju na Słowacji.

## Geologia – morfologia
Przełom Hornadu jest przełomem przetrwałym, tzn. rzeka, przepływając przez obszar wypiętrzania się gór, zachowała swój pierwotny bieg. Został wycięty w wapieniach i dolomitach budujących zrąb Słowackiego Raju. Ciągnie się od zbiegu Hornadu z potokiem Veľka Biela voda na zachodzie po miejscowość Smižany na wschodzie. Jego długość wynosi ok. 13 km (11,7 km od Hrdla Hornádu do mostu koło Smižianskej Maše). Szerokość wąwozu wynosi w najwęższych miejscach zaledwie kilkanaście metrów, a głębokość (od lustra wody po szczyty otaczających skał) dochodzi do 150 metrów. Odcinek o najbardziej eksponowanych brzegach nosi nazwę Železné vráta (Żelazne Wrota).

## Przyroda ożywiona
Zbocza przełomowego odcinka doliny Hornadu porastają zróżnicowane zbiorowiska roślinne, w których składzie występuje wiele gatunków roślin rzadkich i chronionych. Stwierdzono tu występowanie 460 gatunków roślin wyższych. Prawie cały odcinek przełomu jest od 1976 r. objęty ochroną w ramach rezerwatu przyrody „Przełom Hornadu” (od 1995 r. jako narodowy rezerwat przyrody, słow. Národná prírodná rezervácia).

## Turystyka
Pierwszego turystycznego przejścia przełomu Hornadu dokonano w lutym 1906 r., korzystając z zamarzniętej powierzchni rzeki. Pierwszego znanego udanego spływu przełomem dokonali na tratwie 23 lipca 1906 r. przyrodnik i działacz turystyczny ze Spiskiej Nowej Wsi Béla Hajts i jego brat Ľudovit w towarzystwie swoich żon. Kolejny udany spływ przełomowym odcinkiem rzeki miał miejsce dopiero po 1924 r. Po II wojnie światowej bardzo popularne stały się spływy kajakowe przełomem Hornadu – obecnie, ze względu na to że cały przełom znajduje się w obrębie Parku Narodowego „Słowacki Raj”, zgody na taki spływ wydawane są jedynie wyjątkowo.
Do 1974 r. był przełom możliwy do pokonania tylko wodą lub (w czasie ostrzejszych zim) po lodzie. Obecnie wiedzie nim (na odcinku pomiędzy wylotem wąwozu Suchá Belá a Smižanami) niezwykle atrakcyjny szlak turystyczny długości 17 km, zwany Ścieżką Ratowników Górskich (słow. chodník Horskej služby). Jego trasa przerzuca się z brzegu na brzeg siedmioma mostami i kładkami. W trudniejszych lub błotnistych miejscach ułożono 85 metrów bieżących drewnianych kładek. Najbardziej eksponowane miejsca na pionowych ścianach wąwozu szlak pokonuje za pomocą blisko 160 stalowych półeczek (słow. stúpačiek), a ubezpieczenia stanowi ok. 370 metrów bieżących łańcuchów.

## Szlak turystyczny
Podlesok (Hrdlo Hornádu) – rozdroże Kláštorska roklina – Letanovský mlyn – rozdroże Biely potok.